# Anselmo Domingos
Anselmo Domingos foi um escritor e editor brasileiro, responsável pela publicação de maior sucesso na Era do Rádio brasileira, a Revista do Rádio.

## Biografia
Anselmo Domingos começou a carreira escrevendo novelas para o rádio, de cunho religioso, uma vez que era extremamente católico, apesar de homossexual assumido.
Em 1949, lançou a revista que foi o início de seu sucesso editorial - e que circulou até 1969; ali Domingos escrevia o editorial, que assinava, a partir de 1955.
No final da vida, entregou-se ao vício à cocaína, o que levou-o à derrocada e à morte, falecendo no começo dos anos 70, com cerca de cinquenta anos de idade.